# 孝成王 (新羅)
孝成王（？—742年），姓金名承慶，是新罗第三十四代君主，圣德王第三子，母炤德王后。在位六年，諡孝成，無子，以同母弟波珍飡金憲英爲太子，是为景德王，以遺命燒孝成王柩於法流寺南，散骨於東海。

## 后妃
- 王妃朴氏，孝成王二年（738年），唐玄宗遣使，詔冊王妃朴氏
- 惠明夫人金氏，孝成王三年三月，納伊湌金順元之女惠明爲妃，孝成王四年三月，唐朝遣使，冊夫人金氏爲王妃